# Tour della nazionale maschile di rugby a 15 dell'Irlanda 1992
La nazionale irlandese di rugby union tra il 1991 e il 1995 si è recata nel più volte in tour oltremare.
Nel 1992 si reca in Tour in Nuova Zelanda. È il secondo tour in terra neozelandese dopo quello del 1976. La prima partita con gli All Blacks vede una onorevole sconfitta su misura (21-24), mentre la seconda è molto più pesante (6-59).

## Risultati
Sistema di punteggio: meta = 4 punti, Trasformazione=2 punti. Punizione =  3 punti. drop = 3 punti. 
| Timaru 13 maggio 1992 | South Canterbury | 16 – 21 | Irlanda XV |  |

| Canterbury 16 maggio 1992 | Canterbury | 38 – 13 | Irlanda XV | Lancaster Park |

| Rotorua 20 maggio 1992 | Bay of Plenty | 23 – 39 | Irlanda XV | International Stadium |

| Auckland 23 maggio 1992 | Auckland | 62 – 7 | Irlanda XV | Eden Park |

| Gisborne 26 maggio 1992 | Poverty Bay - East Coast | 7 – 22 | Irlanda XV | (Rugby Park) |

| Arbitro: | Alexander MacNeill |

| |            | |
| Bunce 2, Clarke Henderson | mt         | Cunningham 2, Staples |
| Cooper 4 | tr         | Russell 3 |
| | c.p.       | Russell |
| 15.Greg Cooper, 14.John Kirwan, 13.Frank Bunce, 12.Eroni Clarke, 11.Inga Tuigamala, 10.Walter Little, 9.Ant Strachan, 8.Arran Pene, 7.Paul Henderson, 6.Jamie Joseph, 5.Blair Larsen, 4.Ian Jones, 3.Richard Loe, 2.Sean Fitzpatrick (cap.), 1.Steve McDowell, sostituti: Graham Dowd | Formazioni | 15.Jim Staples, 14.Ronald Carey, 13.Phil Danaher (cap.), 12.Vince Cunningham, 11.Neville Furlong, 10.Peter Russell, 9.Michael Bradley, 8.Brian Robinson, 7.Kelvin Leahy, 6.Michael Fitzgibbon, 5.Paddy Johns, 4.Mick Galwey, 3.Paul McCarthy, 2.Steve Smith, 1.Nick Popplewell, sostituti: , Mark McCall, Brian Rigney, Non entrati : Fergus Aherne, Kenny Murphy, Terry Kingston, Gary Halpin |

| Palmerston North 2 giugno 1992 | Manawatu | 58 – 24 | Irlanda XV | (Showground) |

| Wellington 6 giugno 1992 | Nuova Zelanda | 59 – 6 | Irlanda | (Athletic Ground) |
| \| \| \| \| \| Bunce 2, Clarke Cooper 2, I. Jones Kirwan, Pene 2 Strachan, Timu \| mt \| Furlong \| \| Cooper 6 \| tr \| Russell \| \| Cooper \| c.p. \| \| \| 15.Matthew Cooper, 14.John Kirwan, 13.Frank Bunce, 12.Eroni Clarke, 11.John Timu, 10.Walter Little, 9.Ant Strachan, 8.Arran Pene, 7.Michael Jones, 6.Mike Brewer, 5.Robin Brooke, 4.Ian Jones, 3.Olo Brown, 2.Sean Fitzpatrick (c), 1.Steve McDowell - Non entrati : 16.Jon Preston, 17.Inga Tuigamala, 18.Grant Fox, 19.Craig Dowd, 21.Paul Henderson \| Formazioni \| 15.Jim Staples, 14.Ronald Carey, 13.Mark McCall, 12.Vince Cunningham, 11.Neville Furlong, 10.Peter Russell, 9.Michael Bradley, 8.Brian Robinson, 7.Michael Fitzgibbon, 4.Mick Galwey, 5.Paddy Johns, 6.Brian Rigney, 3.Paul McCarthy, 2.Steve Smith, 1.Nick Popplewell – sostituti: , Paddy Kenny, Kenny Murphy, Jack Clarke, Non entrati : , Fergus Aherne, Terry Kingston, Gary Halpin \| |               | |         |                   |
| |               | |         |                   |
| Bunce 2, Clarke Cooper 2, I. Jones Kirwan, Pene 2 Strachan, Timu | mt            | Furlong |         |                   |
| Cooper 6 | tr            | Russell |         |                   |
| Cooper | c.p.          | |         |                   |
| 15.Matthew Cooper, 14.John Kirwan, 13.Frank Bunce, 12.Eroni Clarke, 11.John Timu, 10.Walter Little, 9.Ant Strachan, 8.Arran Pene, 7.Michael Jones, 6.Mike Brewer, 5.Robin Brooke, 4.Ian Jones, 3.Olo Brown, 2.Sean Fitzpatrick (c), 1.Steve McDowell - Non entrati : 16.Jon Preston, 17.Inga Tuigamala, 18.Grant Fox, 19.Craig Dowd, 21.Paul Henderson | Formazioni    | 15.Jim Staples, 14.Ronald Carey, 13.Mark McCall, 12.Vince Cunningham, 11.Neville Furlong, 10.Peter Russell, 9.Michael Bradley, 8.Brian Robinson, 7.Michael Fitzgibbon, 4.Mick Galwey, 5.Paddy Johns, 6.Brian Rigney, 3.Paul McCarthy, 2.Steve Smith, 1.Nick Popplewell – sostituti: , Paddy Kenny, Kenny Murphy, Jack Clarke, Non entrati : , Fergus Aherne, Terry Kingston, Gary Halpin |         |                   |

## Il team
- Tour Manager: Noel Murphy
- Team Manager: Ciaran Fitzgerald
- Assistant Manager: Gerry Murphy
- Capitano: Phil Danaher

### Tre-quarti
| - Fergus Aherne (Lansdowne FC) - Michael Bradley (Cork Constitution) - Ronald Carey (Dungannon RFC) - D.J. Clarke (Dolphin RFC) - Vince Cunningham (St. Mary's College RFC) - Phil Danaher (Garryowen FC) - Neville Furlong (UC Galway RFC) - Derek McAleese (Ballymena RFC) | - Mark McCall (Bangor RFC) - Kenny Murphy (Cork Constitution) - D. O'Brien (Clontarf RFC) - M.P. Ridge (Blackrock College RFC) - Peter Russell (Instonians) - Jim Staples (London Irish) - Richard Wallace (Garryowen FC) |

### Avanti
| - Tom Clancy (Lansdowne FC) - Richard Costello (Garryowen FC) - J. Etheridge (Northampton) - Michael Fitzgibbon (Shannon RFC) - Mick Galwey (Shannon RFC) - Gary Halpin (London Irish) - Paddy Johns (Dungannon RFC) - Paddy Kenny (Wanderers FC) | - Terry Kingston (Dolphin RFC) - Kelvin Leahy (Wanderers FC) - Noel Mannion (Lansdowne FC) - Denis McBride (Malone RFC) - Paul McCarthy (Cork Constitution) - Nick Popplewell (Greystones RFC) - Brian Rigney (Greystones RFC) - Brian Robinson (Ballymena RFC) - Steve Smith (Ballymena RFC) |